# Балканское сельское поселение
Балка́нское се́льское поселе́ние — муниципальное образование в Нагайбакском районе Челябинской области Российской Федерации.  В рамках административно-территориального устройства муниципальное образование  соответствует административно-территориальной единице Балканский сельсовет.
Административный центр — посёлок Балканы.

## История
Статус и границы сельского поселения установлены Законом Челябинской области от 9 июля 2004 года № 245-ЗО «О статусе и границах Нагайбакского муниципального района, городского и сельских поселений в его составе».

## Население
| 2002 | 2010  | 2011  | 2012  | 2013 | 2014 | 2015 |
| ---- | ----- | ----- | ----- | ---- | ---- | ---- |
| 1444 | ↘1057 | ↘1054 | ↘1020 | ↘994 | ↘978 | ↘959 |
| 2016 | 2017  | 2018  | 2019  | 2020 | 2021 |      |
| ↘947 | ↘925  | ↘918  | ↘896  | ↘882 | ↘871 |      |

## Состав сельского поселения
| № | Населённый пункт   | Тип населённого пункта          | Население |
| - | ------------------ | ------------------------------- | --------- |
| 1 | Александро-Невский | посёлок                         | ↘179      |
| 2 | Балканы            | посёлок, административный центр | ↘507      |
| 3 | Заречный           | посёлок                         | ↘145      |
| 4 | Требиятский        | посёлок                         | ↘226      |